# Ми з Шерлоком Холмсом
«Ми з Шерлоком Холмсом» (рос. Мы с Шерлоком Холмсом) — радянський мальований мультиплікаційний фільм режисера Володимира Попова. Фільм знятий у гумористичному ключі, його вирізняють захопливий сюжет, соковиті характери, легкі, яскраві малюнки, музикальність.

## Сюжет
Пародії на розповіді Артура Конан Дойля про Шерлока Холмса. Пес розповідає про свої пригоди з великим детективом. Принаймні, цуценята йому не вірили, поки псові раптом не подзвонив Шерлок Холмс.

## Творці
| Автори сценарію           | Віталій Злотников                                                                                           |
| Кінорежисер               | Володимир Попов                                                                                             |
| Художники-постановники    | Аркадій Шер, Ігор Олійников                                                                                 |
| Кінооператор              | Кабул Расулов                                                                                               |
| Композитор                | Євген Крилатов                                                                                              |
| Звукооператор             | Борис Фільчиков                                                                                             |
| Художники-мультиплікатори | Ельвіра Маслова, Марина Рогова, Наталія Богомолова, Володимир Вишегородцев, Олександр Дорогов, Юрій Кузюрин |
| Асистенти режисера        | Зінаїда Плеханова, Людмила Крутовська                                                                       |
| Монтажер                  | Наталія Степанцева                                                                                          |
| Редактор                  | Раїса Фричинська                                                                                            |
| Директор знімальної групи | Любов Бутиріна                                                                                              |

У пісні, яку крокодил намагається час від часу виконати, використовуються слова з вірша Редьярда Кіплінга «Пил». («День — ніч — день — ніч — ми йдемо по Африці, // День — ніч — день — ніч — все по тій же Африці.»)

## Видання наDVD
Мультфільм неодноразово видавався на DVD у збірках мультфільмів «Шпигунські пристрасті» (2003, 2006 р.) («Союзмультфільм», дистриб'ютор «Союз»).[джерело?]

## Примітка
1. ↑  Сергій Капков. Володимир Попов // Наши мультфильмы / Арсеній Мещеряков, Ірина Остаркова. — Інтеррос, 2006. — ISBN 5-91105-007-2. Архівовано з джерела 29 серпня 2007 Архівована копія. Архів оригіналу за 29 серпня 2007. Процитовано 14 червня 2014.{{cite web}}:  Обслуговування CS1: Сторінки з текстом «archived copy» як значення параметру title (посилання)